# Каликант цветущий

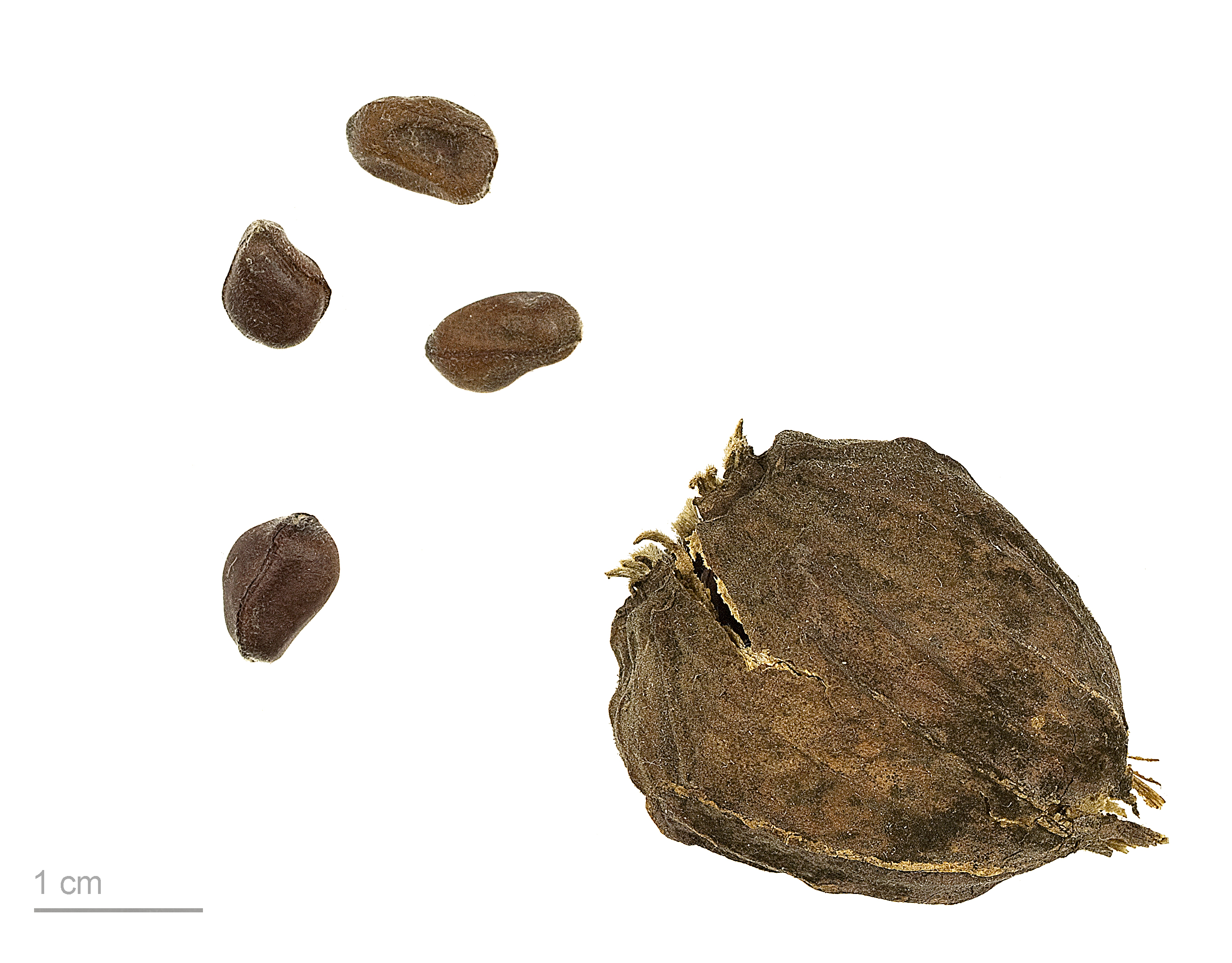
Calycanthus floridus - Тулузский музеум

Каликант цветущий (лат. Calycanthus floridus) — вид цветковых растений, входящий в род Каликант (Calycanthus) семейства Каликантовые (Calycanthaceae).
Обильно цветущий кустарник, особенно ценится за душистые цветки. Все части растения ароматичные. Древесина сохраняет запах и в сухом виде.

## Распространение и экология
В природе ареал вида охватывает юго-восток Северной Америки — от Виргинии и Северной Каролины до Флориды, Алабамы и Миссисипи.
В России довольно обычен в садах и парках по Черноморскому побережью Кавказа, где вполне зимостоек, цветёт и плодоносит. Для Закавказья известен в Тбилиси, в Гяндже и в Баку. В Средней Азии имеется в Ташкенте, в Душанбе, Ашхабаде; на Украине имеется в Крыму, в Никитском ботаническом саду введен с 1813 году, в Одессе, в Черновцах, Львове, Киеве, Полтаве, в Умани; в Белоруссии и в Прибалтике.

## Ботаническое описание
Кустарник высотой 1—3 м, довольно раскидисто разветвлённый. Молодые ветки густо волосистые, годовалые тонко и мягко опушённые, тупо ребристые, оливково-коричневые, с многочисленными светлыми чечевичками.
Почки черноватые, округлые уплощенные. Листья от широкояйцевидных или эллиптических до узкоэллиптических, длиной 6—12 см, шириной 4—6 см, острые или заострённые, реже тупые с клиновидным или округлённым основанием, в молодости с обеих сторон густо войлочно опушённые, позже сверху оголяющиеся, ярко-зелёные, снизу серовато-зелёные, войлочно опушённые. Черешок длиной около 0,5—1 см.
Цветки коричнево-красные, диаметром около 5 см, душистые, на ножке длиной 1—3 см.
Плоды обратнояйцевидные, длиной 6—7 см, обычно суженные у зева.
|                                             |  |  |  |
| Слева направо: Лист, цветок, плод и семена. |  |  |  |

## Представители
В рамках вида выделяют несколько разновидностей:
- Calycanthus floridus var. floridus

- [syn.  Butneria florida (L.) Kearney]

- Calycanthus floridus var. laevigatus (Willd.) Torr. & A.Gray

- [syn.  Calycanthus fertilis Walter]